# Gölcük
Gölcük è una città nell'omonimo distretto della Provincia di Kocaeli, in Turchia. La città si trova nel golfo settentrionale della penisola di Armutlu sulla costa del Mar di Marmara e a sud della provincia.
È il distretto dove è avvenuto il disastro del terremoto del 1999. Gölcük è la sede di una delle principali basi navali della marina turca. Inoltre, lo stabilimento automobilistico Ford Otosan si trova a Gölcük. Il sindaco è Ali Yıldırım Sezer (AKP).